# 李英 (導演)
李英，臺灣早期電視導演。曾以華視連續劇《春望》和國語連續劇集－《當時明月在》，分別在1982年第17屆金鐘獎和1986年第21屆金鐘獎中兩度榮獲『電視導播獎』。知名所執導戲劇作品有1988年《京華煙雲》、1996年《紅樓夢》、2002年《寒夜》等。李英的妻子陳秋燕為台灣女演員、電視劇製作人，兩人有許多合作戲劇作品。

## 影視作品

### 戲劇
| 年份   | 頻道       | 劇名                             | 職位         | 備註   |
| 1981年 | 華視       | 春望                             | 導播         | 連續劇 |
| 1985年 | 華視       | 國語連續劇集－雲的故鄉           | 導演、導播   | 連續劇 |
| 1985年 | 華視       | 國語連續劇集－當時明月在         | 導演、導播   | 連續劇 |
| 1986年 | 華視       | 華視劇展－都是老爸惹的禍         | 導演、導播   | 連續劇 |
| 1988年 | 華視       | 京華煙雲                         | 導播         | 連續劇 |
| 1986年 | 華視       | 華視劇展－請讓他長大             | 導演、導播   | 連續劇 |
| 1986年 | 華視       | 楊貴妃                           | 導播         | 連續劇 |
| 1996年 | 華視       | 紅樓夢                           | 導演、製作人 | 連續劇 |
| 1999年 | 華視       | 緣盡情未了                       | 導演         | 連續劇 |
| 2000年 | 華視       | 吉祥如意年年來                   | 導演         | 連續劇 |
| 2002年 | 公視       | 寒夜                             | 導演         | 連續劇 |
| 2004年 | 公視       | 一樣的月光                       | 導演         | 連續劇 |
| 2010年 | 公視       | 公視人生劇展－誰是誰             | 導演         | 單元劇 |
| 2011年 | 公視       | 公視人生劇展－落跑3人行          | 導演         | 單元劇 |
| 2011年 | 公視       | 公視人生劇展－幸福不倒翁         | 導演         | 單元劇 |
| 2012年 | 公視       | 公視人生劇展－料理人生           | 導演         | 單元劇 |
| 2013年 | 大愛電視台 | 長情劇展－夢田系列－築夢計畫     | 導演         | 連續劇 |
| 2013年 | 大愛電視台 | 長情劇展－夢田系列－愛，川流不息 | 導演         | 單元劇 |
| 2013年 | 大愛電視台 | 長情劇展－夢田系列－儼然新生     | 導演         | 單元劇 |
| 2013年 | 大愛電視台 | 長情劇展－夢田系列－管爸的照相機 | 導演         | 單元劇 |
| 2013年 | 大愛電視台 | 長情劇展－夢田系列－溫柔玉蘭香   | 導演         | 連續劇 |

### 電影
| 年份   | 平台   | 片名   | 職位 | 備註       |
| 2010年 | 院線片 | 誰是誰 | 導演 | 長篇劇情片 |

## 獎項紀錄
| 年份   | 頒獎典禮     | 獎項                 | 作品                     | 結果 |
| ------ | ------------ | -------------------- | ------------------------ | ---- |
| 1982年 | 第17屆金鐘獎 | 電視導播獎           | 春望                     | 獲獎 |
| 1986年 | 第21屆金鐘獎 | 電視導播獎           | 國語連續劇集－當時明月在 | 獲獎 |
| 1987年 | 第22屆金鐘獎 | 電視導播獎           | 華視劇展－都是老爸惹的禍 | 提名 |
| 1989年 | 第24屆金鐘獎 | 電視導播獎           | 華視劇展－請讓他長大     | 提名 |
| 2002年 | 第37屆金鐘獎 | 連續劇導演（導播）獎 | 寒夜                     | 提名 |

## 外部連結
- 李英 - MovieCool 華文影劇數據平台 （页面存档备份，存于）